# Kierzki (województwo śląskie)
Kierzki (do 2009 Kieszki) (niem. Kierski) – wieś w Polsce położona w województwie śląskim, w powiecie lublinieckim, w gminie Herby. 1 stycznia 2009 wieś oficjalnie powróciła do tradycyjnej nazwy Kierzki umieszczonej np. na znakach drogowych.
W latach 1975–1998 miejscowość administracyjnie należała do województwa częstochowskiego.

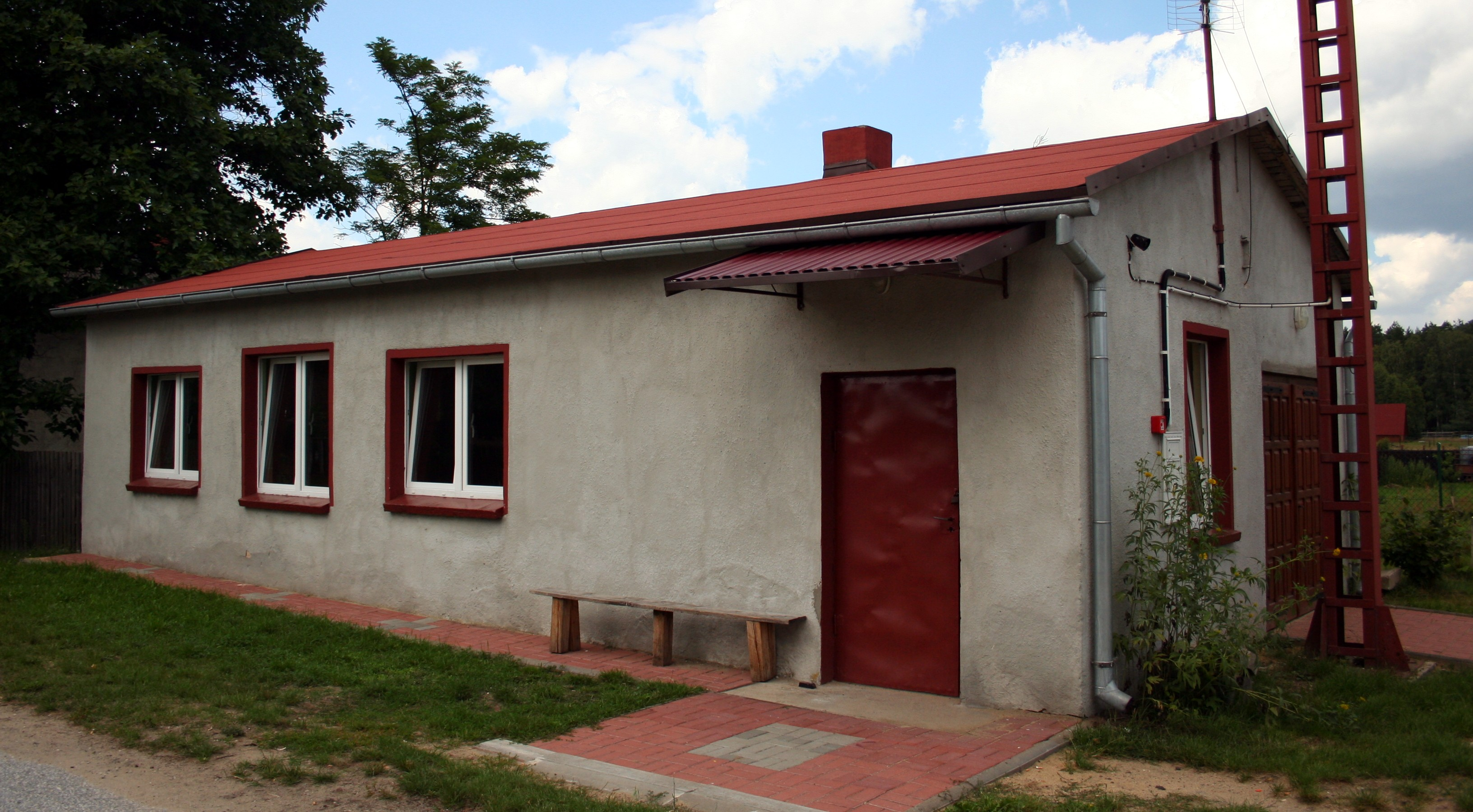
Świetlica